# The Kids Are Alright
The Kids Are Alright  – amerykański serial telewizyjny (komedia) wyprodukowany przez ABC Studios, którego twórcą jest Tim Doyle. Serial jest emitowany od  16 października 2018 roku na ABC.
11 maja 2019 roku, stacja ABC ogłosiła zakończenie produkcji serialu po jednym sezonie.
Akcja serialu dzieje się w latach 70. na przedmieściach Los Angeles. Fabuła opowiada o głęboko wierzącej rodzinie Cleary'ów, Irlandczyków, której jeden z ośmiorga synów, Lawrence, decyduje się opuścić seminarium i wraca do domu z planami ratowania świata.

## Obsada

### Główna
- Michael Cudlitz jako Mike Cleary[3]
- Mary McCormack jako Peggy Cleary[4]
- Sam Straley jako Lawrence Cleary[5]
- Caleb Martin Foote jako Eddie Cleary[6]
- Sawyer Barth jako Frank Cleary[7]
- Christopher Paul Richards jako Joey Cleary[6]
- Jack Gore jako Timmy Cleary[6]
- Andy Walken jako William Cleary
- Santino Barnard jako Pat Cleary

## Odcinki
| #  | Tytuł              | Reżyseria       | Scenariusz                      | Premiera w ABC       |
| -- | ------------------ | --------------- | ------------------------------- | -------------------- |
| 1  | Pilot              | Randall Einhorn | Tim Doyle                       | 16 października 2018 |
| 2  | Timmy's Poem       | Randall Einhorn | Lisa K. Nelson                  | 23 października 2018 |
| 3  | Microwave          | Randall Einhorn | Rob Ulin                        | 30 października 2018 |
| 4  | Peggy's Day Out    | Matt Sohn       | Tom Hertz                       | 13 listopada 2018    |
| 5  | Boxing             | Randall Einhorn | Jim Brandon & Brian Singleton   | 20 listopada 2018    |
| 6  | Behind the Counter | Matt Sohn       | Tom Hertz                       | 27 listopada 2018    |
| 7  | Little Cyst        | Randall Einhorn | Joey Gutierrez                  | 4 grudnia 2018       |
| 8  | Christmas 1972     | Randall Einhorn | Vijal Patel                     | 11 grudnia 2018      |
| 9  | The Love List      | Jay Karas       | Joey Gutierrez                  | 8 stycznia 2019      |
| 10 | Show Boat          | Randall Einhorn | Lisa K. Nelson                  | 15 stycznia 2019     |
| 11 | Mailbox            | Kirk Thatcher   | Paul O'Toole, Andy St. Clair    | 22 stycznia 2019     |
| 12 | Vietnam            | Rebecca Asher   | Jeanne Darst                    | 5 lutego 2019        |
| 13 | Valentine's Day    | Randall Einhorn | Tim Doyle & Ellen Svaco Doyle   | 12 lutego 2019       |
| 14 | Happy Cecil        | Bill Purple     | Rob Ulin                        | 19 lutego 2019       |
| 15 | Nine Birthdays     | Randall Einhorn | Ryan Willison                   | 26 lutego 2019       |
| 16 | Wendi's House      | Rebecca Asher   | Tom Hertz                       | 19 marca 2019        |
| 17 | Low Expectations   | Bill Purple     | Jessica Ambrosetti              | 26 marca 2019        |
| 18 | Peggy Drives Away  | Jay Karas       | Paul O'Toole, Andy St. Clair    | 9 kwietnia 2019      |
| 19 | Mass For Shut-ins  | Lea Thompson    | Ian Murphy, Riley Ettinger      | 16 kwietnia 2019     |
| 20 | Timmy's New Hobby  | Jay Karas       | Emily R. Wilson                 | 30 kwietnia 2019     |
| 21 | Mike's Award       | Matt Sohn       | Jim Brandon, Brian Singleton    | 7 maja 2019          |
| 22 | Whales             | Victor Nelli    | Jim Brandon, Vijal Patel        | 14 maja 2019         |
| 23 | Irish Goodbye      | Matt Sohn       | Joey Gutierrez, Gracie Charters | 21 maja 2019         |

## Produkcja
W lutym 2018 roku, poinformowano, że do obsady dołączyli: Mary McCormack, Sam Straley, Caleb Foote, Christopher Paul Richards i Jack Gore.
W kolejnym miesiącu, ogłoszono, że Sawyer Barth otrzymał rolę jako Franka Cleary.
12 maja 2018 roku, stacja ABC ogłosiła zamówienie pierwszego sezonu, który zadebiutuje w sezonie telewizyjnym 2018/2019.